# Kijang Jaya
Kijang Jaya is een bestuurslaag in het regentschap Kampar van de provincie Riau, Indonesië. Kijang Jaya telt 3796 inwoners (volkstelling 2010).